# Pholiota nameko
Намеко (Phoiota nameko) – вид їстівних грибів роду Фоліота (Pholiota).

## Практичне використання
Один з найпопулярніших грибів у Японії після шіїтаке та енокітаке. У цього гриба високі смакові показники. Вирощується штучно.

Стікери Намеко у месенджері Line

## Намеко в культурі
Намеко — популярний кавайний персонаж з японської гри «Mushroom garden». Гру завантажили 30 мільйонів разів. Хоча гра — абсолютно безкоштовна, компанія BeeworksGames заробляє на продажі іграшок Намеко, одягу, цукерок та стікерів до месенджера Line.